# Braemar Castle (paquebot)
Le Braemar Castle est un paquebot construit en 1952 par le chantiers Harland & Wolff de Belfast pour la compagnie Union-Castle Line et détruit en 1966.

## Historique
Le Braemar Castle est un paquebot construit en 1952 par le chantiers Harland & Wolff de Belfast pour la compagnie Union-Castle Line. Il est lancé le 24 avril 1952 et mis en service le 8 novembre 1952 entre Londres et l’Afrique.
En 1965, il effectue des croisières, mais est vendu à la casse à la fin de cette même année. Il arrive à Faslane le 16 janvier 1966 et est détruit.

## Navires jumeaux
Il a deux navires jumeaux:
- le Kenya Castle, qui a été détruit en 2001 à Alang.
- le Rhodesia Castle, qui a été détruit en 1967 à Kaohsiung.